# Хенкін Віктор Львович
Ві́ктор Льво́вич Хе́нкін (рос. Виктор Львович Хенкин; * 1 січня 1923 — 20 січня 2010, Москва) — радянський шахіст, шаховий літератор і теоретик. Учасник багатьох чемпіонатів Москви. Автор ряду праць з теорії дебюту й ендшпілю, а також історичних шахових нарисів. Майстер спорту СРСР (1962).

## Життєпис
Починав грати в шахи у Московському Палаці піонерів.
Лейтенант гвардії, учасник оборони Ленінграда. Був командиром взводу автоматників, потім командиром стрілецької роти, помічником начальника штабу полку з розвідки. В липні 1944 року важко поранений під Виборгом. Нагороджений орденом Червоної Зірки.
Протягом 1954—1959 — шаховий педагог на стадіоні юних піонерів у Москві.
Чемпіон Центральної ради ДСТ «Крила Рад» (1958).
Був відповідальним секретарем редакцій газет «Шахматная Москва» (1959—1971) і «Бюллетень ЦШК СССР» (1961—1975).

## Праці
Автор ряду праць з теорії дебюту й ендшпілю, а також історичних нарисів, присвячених Франсуа Філідорові та шаховому автомату Кемпелена. Написав книги «Турнир шахматных надежд», «Куда идет король…», «Я б в гросмейстеры пошел…», «Последний шах», «1000 матовых комбинаций», «Франсуа Андре Филидор», «Шахматы для начинающих». Аналітичні розробки Хенкіна були опубліковані в 5-томній праці «Шахові закінчення».